# Приовражный (Самарская область)
Приовражный — поселок в Хворостянском районе Самарской области. Входит в состав сельского поселения Масленниково.
Расположен в верховьях реки Безенчук в 18 км к северо-востоку от села Хворостянка и в 90 км к юго-западу от Самары. Через посёлок проходит местная автодорога, ведущая на юге к Хворостянке, на севере к селу  Студенцы (на Чапаевск).

## История
В 1973 г. Указом Президиума ВС РСФСР поселок отделения № 5 совхоза имени Масленникова переименован в Приовражный.

## Население
| 2010 |
| ---- |
| 161  |